# Frank Boogaerts
Pour les articles homonymes, voir Boogaerts.
Frank Boogaerts, né à Lierre le 16 novembre 1944 est un homme politique belge flamand, membre de la N-VA.
Il fut directeur de l'association des expéditeurs maritimes.

## Fonctions politiques
- Conseiller communal à Lierre
- Echevin à Lierre
- Bourgmestre à Lierre (2013-)
- 2010-2014 : sénateur élu direct, en remplacement de Helga Stevens, députée flamande